# Eusallya
Eusallya är ett släkte av insekter. Eusallya ingår i familjen dvärgstritar.
Kladogram enligt Catalogue of Life:
| Eusallya | \| \| Eusallya bomberensis \| \| \| \| \| \| Eusallya configurata \| \| \| \| \| \| Eusallya viridis \| \| \| \| |
|          | \| \| Eusallya bomberensis \| \| \| \| \| \| Eusallya configurata \| \| \| \| \| \| Eusallya viridis \| \| \| \| |
|          | Eusallya bomberensis                                                                                             |
|          | |
|          | Eusallya configurata                                                                                             |
|          | |
|          | Eusallya viridis                                                                                                 |
|          | |